# カニクイアザラシ
カニクイアザラシ（蟹食海豹、Lobodon carcinophagus）は、ネコ目（食肉目）アザラシ科カニクイアザラシ属に分類されるアザラシ。本種のみでカニクイアザラシ属を構成する単型。

## 分布
南極大陸周辺。

## 形態
体長220-230cm。体重200-330kg。体形は細長い。全身は淡灰色の体毛で被われ、腹部に不規則なまだら模様がある。
頭部は小型。歯列は門歯が上顎2本・下顎2-4本、犬歯が上下2本ずつ、小臼歯が上下8本ずつ、大臼歯が上下2本ずつの計28-30本の歯を持つ。咬頭は複雑な形状で隙間が多く、主な獲物であるオキアミを海水ごと口に含んだ後にオキアミだけを濾し取るのに適している。
新生児の体重は約25kgだが、授乳期間を終えると約120kgにまで急増する。

## 生態
海洋や流氷の上などに生息する。群れは形成せず、単独で生活する。天敵としてはシャチやヒョウアザラシ（主に幼獣を食べるが、成獣を襲うこともある）が挙げられる。ヒョウアザラシに襲われ、平行な2本の傷跡を持つ個体も多い。
食性は動物食で、主にナンキョクオキアミを餌とする。夜間に表層に浮かぶオキアミを海水ごと口に入れ、臼歯で濾しとり歯の隙間から海水を排出して食べる。他に軟体動物や魚類なども食べるが、名前に反してカニは食べない。名前の由来については「口の周辺が赤くそのさまがカニを食べているように見えた」や「排泄物が赤みを帯びておりカニを食べていると推定された」などの説がある。
繁殖形態は胎生。オスは氷上でメスの頸部や肩部に噛みつき、交尾を迫る。主に氷上で9-10月に1回に1頭の幼獣を産む。授乳期間は約2-4週間。この際、メス・幼獣・オス（血縁とは限らない）からなる小規模な群れ（家族群）を形成する。オスは授乳期間中にもメスに交尾を迫るが、メスは激しく抵抗する。授乳期間を終えると、幼獣は外敵から身を守るために群れを形成する。メスは生後2-4年で性成熟する。寿命はオスが30年以上で、メスは約36年。

## 人間との関係
メスは20世紀半ばには約4年で性成熟していたが、近年は2年半で性成熟する。これは競合相手であったクジラが人間の乱獲により激減したため、それに伴い獲物の量が増加したことが原因と考えられている。また、同様の理由により生息数自体も急増し、現在の生息数は1500万頭とも4000万頭とも推定されている。

## 画像

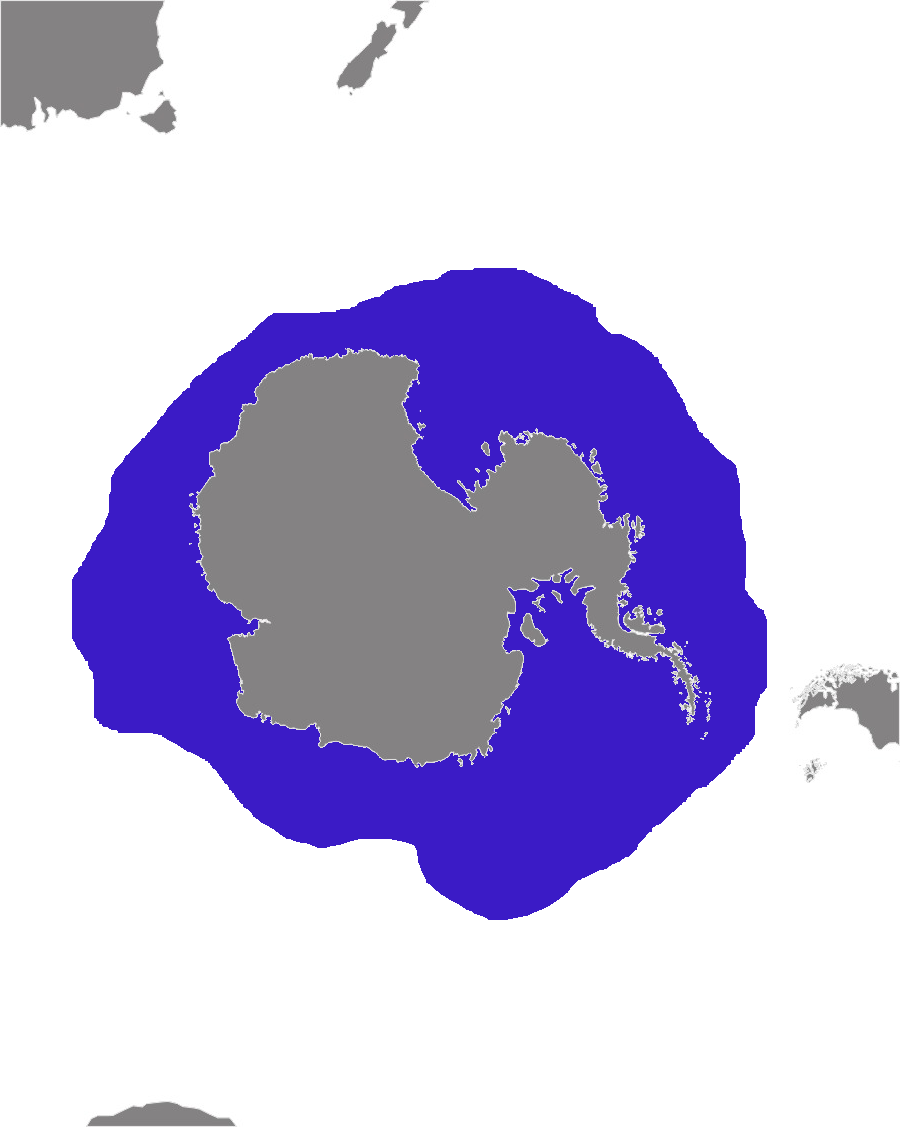
分布
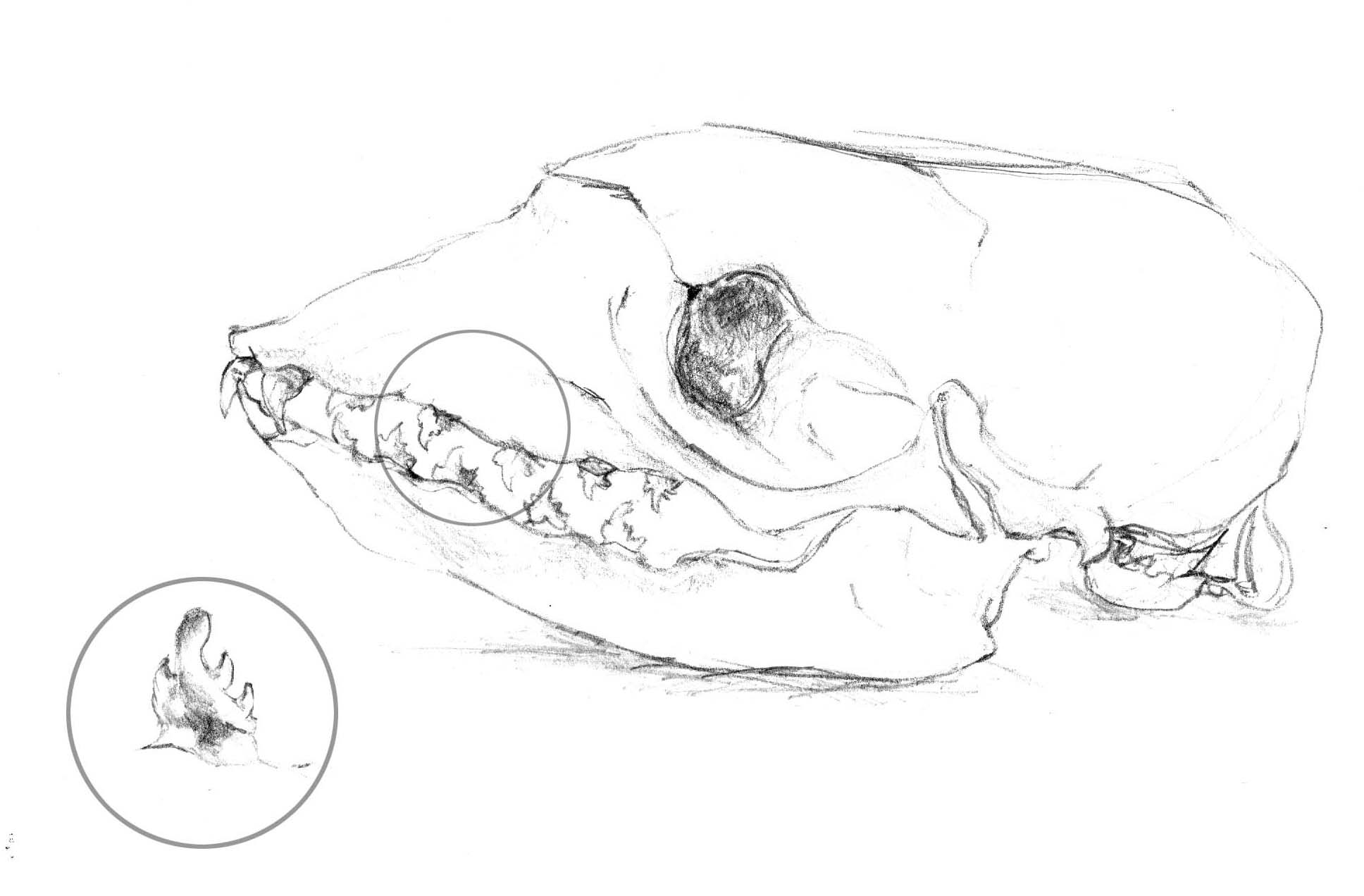
頭骨のスケッチ